# Phryxe velox
Phryxe velox là một loài ruồi trong họ Tachinidae.